# ニート選挙
ニート選挙（にーとせんきょ）とは、ニートから市議会議員選挙に立候補した経歴のある鈴木公成が、自身の選挙ストーリーを若者に伝え、投票率向上、立候補促進に繋げようと、自ら企画、製作した映画である。

## 企画の立ち上げから完成に至る経緯
企画の立ち上げ時期は、2013年12月頃。東日本大震災の影響で福島県から新潟県に移住した鈴木が、新潟のエンターテインメント文化に触れ、以前から暖めていた「自身の選挙ストーリーを何らかの形で伝え、若者の政治参加を促したい」という考えを、映画で表現しようと思いついたのである。
当時の直近の大きな選挙は2015年4月の統一地方選挙であり、万単位の地方議員が誕生することから、その前に映画を製作、公開し、それを見た若者の立候補に繋げたいと考えたのである。
企画書を書いた鈴木は、映像制作会社、テレビ局、映画館、映像専門学校、映画製作サークルなど、新潟のあらゆる映像関係者を当たった。しかし反応は鈍く、協力者は中々現れなかった。
行き詰った鈴木であったが、次なる行動としてネットで協力者を募集したところ、映像関係者、元映画プロデューサー、元テレビ関係者、脚本家、ニート団体などが集まりだし、FacebookグループやSkypeで企画会議をするようになった。
映画製作が初めての鈴木に対し、経験者らが「脚本を書くこと、監督や制作会社を見つけること、お金を集めること」などをアドバイスした。
脚本については、鈴木の選挙ストーリーは事実に基づいた物にするとして、それ以外の部分は「七人の侍」や「七人のおたく」をモチーフとした「ニート軍団」を登場させ、エンターテインメント色を出そうという話になった。
ニート軍団のネタは実際のニート団体から様々な実体験に基づいた意見が出され、それを元に各キャラクターの案が出来上がっていった。
脚本が出来上がっていく一方で、監督、制作会社はみつからず、資金集めのメドも立たなかった。
そこで鈴木は、自己資金300万円を限度として出すこととし、その額で引き受けてくれる、制作会社および監督探しを始めた。
その結果、Vシネマなど、低予算映画製作の経験を持つ沖田光が制作を引き受ける事となった。
当初は何もかも未定で全く相手にされなかった本作の企画であったが、自己資金があること、経験者の監督が決まったこと、PVが出来たことなどから信頼が生まれ、ラジオ、ネット、雑誌など、メディアでも活動が紹介され、さらなる信頼を産んでいった。
その結果、クラウドファウンディングは目標額未達成で資金が集まらなかったものの、主役オーディション情報は大手オーディション雑誌に掲載され、50人以上の応募の中から主役として新潟県新発田市出身の笠原賢人が選ばれた。
その後、撮影の準備が本格化していくが、当初予定していた作品時間が90分程度であったのに対し、鈴木の脚本、構想が予想以上に大きく、2時間超えの予想がなされた。
その結果、当初の予算では収まらない旨を伝えられたが、鈴木はゴーサインを出し、撮影へと進んでいった。
低予算、少人数のスタッフ、慢性的なエキストラ不足、更には撮休を設けられないスケジュールで「1日でも雨が降ったら終わり」という綱渡り的な制作体制であったが、奇跡的に8日間で撮影が終了（撮影中、台風で一日雨の日があったが、その日の撮影は全て室内であった）、最終的に総出演者200人以上、作品時間2時間25分の大作が完成したのである。

## 完成から公開まで
撮影は2014年10月初頭に完了し、編集も務める沖田から、2015年1月末の完成予定が伝えられた。
その後、鈴木は当初の考え通り、2015年4月の統一地方選の直前に公開しようと、配給会社を探し始めた。
しかし、70社以上にメールを送ったものの、全て無視されるか断られた。
理由としては、配給にも費用がかかることやクオリティの問題等もあったが、何より公開希望時期に対し、配給活動に要する期間が短すぎたのが大きな要因であった。
そこで鈴木は、配給や劇場公開も目指しつつ別の公開方法も模索し、結果、「一番見て欲しいニートが金を払って見るはずがない。」という結論に達し、ならば「ニートが一番見てくれそうなニコニコ生放送で無料公開しよう」と考え、さらに公開日は2月10日をニートの日と勝手に定め、世の注目も引こうと考えたのである。この企画をニコニコ生放送を運営するドワンゴに持ち込んだ所、公式生放送として放送することが決定。
こうして本作は、2015年2月10日21:00（日付に加え、放送時間もニートに関連付けられた）にニコニコ公式生放送で公開され、来場者数：34603人、コメント数：29188、放送終了後のアンケートでは実に83%もの人が「良かった」と回答する好結果となった。

## 作品の影響について
作品はその後、統一地方選シーズンに合わせて、自主上映してもらおうと希望者を募ったが、中々現れなかった。
しかし、関係者らによる自主上映会が開かれ、新潟以外では、東京、千葉、大阪で小規模ながら上映会が開催された。
その後、統一地方選が始まるが、特筆すべきは千葉市議会議員選挙においてニートであることを全面に押し出した候補が現れた事である。
この件について、選挙手法の一部が映画と酷似していた事から、「映画に影響されたのではないか？」とも言われたが、その他の当選に必要な事は実践されずに落選している事から、偶然によるものではないかとも言われ、作品の影響があったかどうかは定かではない。

## その後の普及活動について
目標としていた選挙に合わせた公開は一定の形で実現したものの、描いていたようなブームにはならず、やや落胆していた鈴木であったが、「作品には普遍性があり、いつの時代でも見た人に伝わるものがあるはずだ」と考え、その後も地道に配給、劇場公開、自主上映の道を模索し始めた。
そして、「映画祭で賞を取れば道が開けるのではないか」と考え、映画祭に応募し始めた。
その結果、初の参加映画祭であった、第一回賢島映画祭（2015年9月6日開催）において、技能賞、主演男優賞（笠原賢人）を受賞した。
その後も鈴木は映画祭への応募を続け、日本芸術センター第7回映像グランプリ、第二回新人監督映画祭、第19回うえだ城下町映画祭第13回自主制作映画コンテスト、お蔵出し映画祭2015のコンペティション部門に入選した。
この中で特筆すべきは、お蔵出し映画祭に選出された事である。
その他の映画祭はいわゆる「自主制作映画」のコンペであったが、お蔵出し映画祭については「何らかの理由でお蔵入りになった作品」ではあるが、全てプロの商業作品のコンペであったという事である。その時の競争相手の作品は「半落ち」などで知られる佐々部清監督作品や、鈴木京香、山﨑努、大杉漣、小西真奈美、石橋蓮司など、有名俳優が出演する作品群であり、ほぼ素人役者で構成される本作がこれらの作品と肩を並べたことは快挙であった。
現在は、Amazonプライム・ビデオで視聴可能である。